# خالص عزمي
خالص عزمي، (1932-2011)، كاتب وإعلامي وصحفي وفنان تشكيلي ومدون قانوني عراقي.

## ولادته ونشأته
ولد خالص خليل عزمي في جانب الكرخ من مدينة بغداد سنة 1351هـ/ 1932م، وبعد أن أنهى دراسته الإبتدائية انتقلت عائلتهُ إلى منطقة السفينة سنة 1945 والسفينة هي محلة من محلات الأعظمية تقع في جانب الرصافة من بغداد، وبعد أن أنهى الدراسة المتوسطة انتقلت عائلتهِ وسافر معها إلى مدينة الموصل سنة 1948، وأكمل دراسته الثانوية في ثانوية الموصل، لأن والده خليل عزمي شغل منصب المتصرف (المحافظ) في لواء الموصل في عهد المملكة العراقية للفترة بين 15 نيسان 1948 و14 حزيران سنة 1949.
حصل على شهادة دبلوم الصحافة من القاهرة مصر سنة 1950، ثم أصدر في بغداد مجلة الاسبوع الأدبية سنة 1952. ودرس الحقوق وحصل على شهادة بكالوريوس في الحقوق من كلية الحقوق جامعة بغداد سنة 1954.

## أعماله وانجازاته
اشتغل خالص عزمي في مهنة المحاماة وواصل التأليف والكتابة في الصحف العراقية والعربية. ثم التحق في جامعة لندن (كنجز كولج)، لنيل الدرجة الأكاديمية العليا في القانون، وقدم رسالته الموسومة (الرقابة البرلمانية على الحكم في العراق وبريطانيا: دراسة مقارنة في القانون الدستوري)، ونالت رسالته القبول سنة 1962.
أصدر جريدة بغداد نيوز، وكان رئيس التحرير لها للسنوات 1964 -1967. وكذلك شغل منصب رئيس التحرير لجريدة بغداد أوبزرفر، والتي كانت تصدر عن المؤسسة العامة للصحافة العراقية بين سنتي 1967-2003.
شغل منصب المدير العام في ديوان وزارة الثقافة والاعلام العراقية سنة 1972 حتى منتصف سنة 1974. أعيد للعمل في وزارة العدل كمدون قانوني في رئاسة ديوان التدوين القانوني (مجلس شورى الدولة) ثم أحيل على التقاعد سنة 1979. ولقد قدم العشرات من مشاريع القوانين، والأنظمة، والآراء الفقهية، والتفسيرية. وكذلك اسهم في إنتاج برامج ومنوعات الإذاعة والتلفاز العراقي ومن أشهر اعمالهِ التلفازية (نوابغ الفكر) الذي أحدث ضجة في الأوساط الثقافية حينما قدم شخصيات بارزة راحلة تقمص فيها الممثلون أدوارها في الحياة، أما في الإذاعة فقد ألف بعض التمثيليات من أهمها:(بيتنا الجميل) و (كاد المعلم). وهو فنان تشكيلي لهُ رسومات نشرها في عدة معارض للرسم، وشارك في الكثير من الندوات والمؤتمرات القانونية والأدبية والشعرية والاعلامية داخل العراق وخارجه. ولقد كرم في حياته بعدد من الميداليات والشارات التقديرية على مجمل نشاطاته ونتاجه. 

## من مؤلفاته
ألف خالص عزمي العديد من المؤلفات في مختلف الاختصاصات الأدبية والقانونية ومنها:
- حكاية الأدب العربي المعاصر؛ صفحات مطوية من أدب السياب.
- هندسة الفكر العربي.
- البياتي في مدن العشق.
- مهمة يارنج.
- قطار الشعر العربي، مسرحية.
- كاظم جواد حياته وشعره.
- الصحافة الصهيونية.
- تجربتي الصحفية.
- شهادة على العصر.
- في هوى بغداد.
- أيامي اللبنانية.
- في الطريق إلى الإذاعة.
- نوابغ الفكر.
- احلى الشمائل.
- ديوان مشاعر.
- الرقابة البرلمانية على الحكم، باللغة الإنجليزية.
- مما شاهدت، باللغة الإنجليزية.
- أوراق ملونة، مقالات وبحوث.
- في الاعلام، بحوث ودراسات اعلامية منوعة.
- في رحاب القانون، دراسة وممارسة.
- البرت هول والفن والحارس القديم ـ مجموعة قصص طويلة.
- نجوم في سماء مصر.
- أدب القضاة.[6]
- حقوق المرأة من قبل المهد إلى ما بعد اللحد.
- يحكى أن.
- الجواهري.
- عزيز علي كما عرفته.
- يا لعناء الممثل، مسرحية.
- المطاردة، مسرحية.
- في المستشفى، قصة.
- المهجرون، مسرحية.
- احتفالات موصلية.

## وفاته
توفي خالص عزمي في النمسا يوم 17 شعبان 1432هـ/ 17 تموز 2011م.